# Каррингтон, Карлтон
Карлтон Калил Каррингтон III (англ. Carlton Kaleel Carrington III; род. 21 июля 2005, Балтимор, Мэриленд) — американский профессиональный баскетболист клуба НБА «Вашингтон Уизардс». 

## Ранние годы
Каррингтон родился 21 июля 2005 года в Балтиморе, штат Мэриленд. Третий в своей семье с таким же именем, он получил прозвище «маленький буб» в честь прозвища своего отца, тренера по баскетболу, позже сокращенного до просто «буб». Он посещал Академию Святого Франциска в Балтиморе, где играл в баскетбол, бейсбол и футбол. Он также был членом шахматного клуба. Он набрал более 2000 очков в своей школьной карьере и после третьего года обучения решил играть в баскетбол за «Питтсбург», будучи в рейтинге 247Sports четырехзвёздочным новобранцем, 99-м лучшим новобранцем в целом и третьим лучшим игроком штата. Он выбрал «Пантерс» из восьми других предложений.

## Карьера в колледже
Каррингтон присоединился к «Питтсбург Пантерс» в начале сезона 2023/2024 и сразу же стал игроком стартового состава. Он начал с первых минут в первом выставочном матче против Университета Питтсбурга из Джонстауна и в первом матче регулярного сезона против команды Сельскохозяйственный и технический университет штата Северная Каролина. В игре с последней он помог «Пантерс» выиграть со счетом 100:52, набрав 18 очков, 12 подборов и 10 передач. Это стал первый трипл-дабл в дебютном матче в истории школы и второй в истории конференции ACC, а также первый в «Питтсбурге» с 1998 года. Он был назван новичком недели конференции ACC и снова получил эту награду на следующей неделе, став первым игроком «Питтсбурга» с сезона 2007/2008, который дважды подряд удостоился этой награды.

## Профессиональная карьера

### Вашингтон Уизардс (2024—настоящее время)
26 июня 2024 года на драфте НБА 2024 года Каррингтон был выбран под 14 номером командой «Портленд Трэйл Блэйзерс». Позже он был обменян вместе с Малкольмом Брогдоном в «Вашингтон Уизардс» на Дени Авдию. 7 июля он подписал контракт с «Уизардс». Во время Летней лиги НБА 2024 года Кэррингтон сыграл в 5 играх и набирал в среднем 15,8 очков за игру, а также 7,4 подбора за игру и 5,2 результативных передач за игру. По итогам сезона 2024/25 Каррингтон попал во вторую сборную новичков сезона.

## Личная жизнь
Каррингтон — сын Карлтона Каррингтона и Каримы Каррингтон. Покойный старший Карлтон был известной фигурой в баскетбольном сообществе Балтимора. У него есть два брата, Карим и Фейт. Каррингтон — троюродный брат бывшего профессионального баскетболиста Руди Гея.

## Статистика

### Статистика в НБА
| Сезон                                                                                    | Команда   | Регулярный сезон | Регулярный сезон | Регулярный сезон | Регулярный сезон | Регулярный сезон | Регулярный сезон | Регулярный сезон | Регулярный сезон | Регулярный сезон | Регулярный сезон | Регулярный сезон | Серия плей-офф | Серия плей-офф | Серия плей-офф | Серия плей-офф | Серия плей-офф | Серия плей-офф | Серия плей-офф | Серия плей-офф | Серия плей-офф | Серия плей-офф | Серия плей-офф |
| Сезон                                                                                    | Команда   | GP               | GS               | MPG              | FG%              | 3P%              | FT%              | RPG              | APG              | SPG              | BPG              | PPG              | GP             | GS             | MPG            | FG%            | 3P%            | FT%            | RPG            | APG            | SPG            | BPG            | PPG            |
| ---------------------------------------------------------------------------------------- | --------- | ---------------- | ---------------- | ---------------- | ---------------- | ---------------- | ---------------- | ---------------- | ---------------- | ---------------- | ---------------- | ---------------- | -------------- | -------------- | -------------- | -------------- | -------------- | -------------- | -------------- | -------------- | -------------- | -------------- | -------------- |
| 2024/25                                                                                  | Вашингтон | 82               | 57               | 30,0             | 40,1             | 33,9             | 81,2             | 4,2              | 4,4              | 0,7              | 0,3              | 9,8              | Не участвовал  | Не участвовал  | Не участвовал  | Не участвовал  | Не участвовал  | Не участвовал  | Не участвовал  | Не участвовал  | Не участвовал  | Не участвовал  | Не участвовал  |
|                                                                                          | Всего     | 82               | 57               | 30,0             | 40,1             | 33,9             | 81,2             | 4,2              | 4,4              | 0,7              | 0,3              | 9,8              | Не участвовал  | Не участвовал  | Не участвовал  | Не участвовал  | Не участвовал  | Не участвовал  | Не участвовал  | Не участвовал  | Не участвовал  | Не участвовал  | Не участвовал  |
| Наведите курсор мыши на аббревиатуры в заголовке таблицы, чтобы прочесть их расшифровку. |           |                  |                  |                  |                  |                  |                  |                  |                  |                  |                  |                  |                |                |                |                |                |                |                |                |                |                |                |

### Статистика в NCAA
| Сезон | Команда   | Conf  | Class | GP | GS | MPG  | FG%  | 3P%  | FT%  | RPG | APG | SPG | BPG | PPG  |
| --- | --------- | ----- | ----- | -- | -- | ---- | ---- | ---- | ---- | --- | --- | --- | --- | ---- |
| 2023/24 | Питтсбург | ACC   | FR    | 33 | 33 | 33,2 | 41,2 | 32,2 | 78,5 | 5,2 | 4,1 | 0,6 | 0,2 | 13,8 |
| Всего | Всего     | Всего | Всего | 33 | 33 | 33,2 | 41,2 | 32,2 | 78,5 | 5,2 | 4,1 | 0,6 | 0,2 | 13,8 |
| Наведите курсор мыши на аббревиатуры в заголовке таблицы, чтобы прочесть их расшифровку Статистика приведена с сайта sports-reference.com |           |       |       |    |    |      |      |      |      |     |     |     |     |      |